# 1928年アムステルダムオリンピックのドイツ選手団
1928年アムステルダムオリンピックのドイツ選手団（1928ねんアムステルダムオリンピックのドイツせんしゅだん）は、1928年7月28日から8月12日にかけてオランダのアムステルダムで開催された1928年アムステルダムオリンピックのドイツ選手団、およびその競技結果。

## 概要
今大会は金メダル10個、銀メダル7個、銅メダル14個の合計31個のメダルを獲得した。

## メダル
これは、ドイツ選手団が獲得したメダルと、その選手名、競技、種目である。
| メダル | 選手名                                                                            | 競技   | 種目                   |
| ------ | --------------------------------------------------------------------------------- | ------ | ---------------------- |
| 金     | リナ・ラトケ                                                                      | 陸上   | 女子800m               |
| 金     | ヒルデ・シュレーダー                                                              | 競泳   | 女子200m平泳ぎ         |
| 銀     | ゲオルク・ラマーズ リヒャルト・コルツ フーベルト・ホーベン ヘルムート・ケーニヒ   | 陸上   | 男子4×100mリレー       |
| 銀     | オットー・ノイマン ハリー・ストーズ リチャード・クレブズ ヘルマン・エンゲルハルト | 陸上   | 男子4×400mリレー       |
| 銀     | エーリッヒ・ラーデマッハー                                                        | 競泳   | 男子200m平泳ぎ         |
| 銅     | ゲオルク・ラマーズ                                                                | 陸上   | 男子100m               |
| 銅     | ヘルムート・ケーニヒ                                                              | 陸上   | 男子200m               |
| 銅     | ヨアヒム・ビュヒナー                                                              | 陸上   | 男子400m               |
| 銅     | ヘルマン・エンゲルハルト                                                          | 陸上   | 男子800m               |
| 銅     | エミール・ヒルシュフェルト                                                        | 陸上   | 男子砲丸投             |
| 銅     | ローザ・ケルナー ヘレーネ・シュミット アンニ・ホルトマン ヘレーネ・ユンカー       | 陸上   | 女子4×100mリレー       |
| 銅     | ハンス・ベルンハルト カール・ケター                                               | 自転車 | 男子タンデムスプリント |